# 역포항
역포항은 전라남도 여수시 남면 연도리 역포마을에 있는 어항이다. 2007년 8월 8일 어촌정주어항으로 지정하여 관리하고 있다. 시설관리자는 여수시장이다.

## 어항 구역
- 수역: 북위 34°27′00″, 동경 127°48′18″의 지점에서 N25°E방향으로 125m점과 이 점에서 N80°E방향으로 80m점과 이 점에서 S15°E방향으로 245m점과 이 점에서 N75°E방향으로 80m점과 이 점에서 S10°E방향으로 육지부를 연결하는 선을 따라 형성된 공유수면[1]

## 어항 시설
- 방파제 137m, 선착장 70m, 부잔교 1기

## 기본 계획
- 방파제 137m, 선착장 70m, 부잔교 1기, 호안 40m[1]

## 정비 계획
- 호안 40m[2]

## 주요 어종
- 삼치, 갈치